# Gottfried van Swieten
Le baron Gottfried van Swieten, né le 29 octobre 1733 à Leyde et mort le 29 mars 1803 à Vienne, était un aristocrate de la monarchie habsbourgeoise durant le XVIIIe siècle. Il est aujourd'hui connu pour son amitié et sa collaboration avec plusieurs grands compositeurs de la période classique, dont Joseph Haydn, Wolfgang Amadeus Mozart et Ludwig van Beethoven.

## Carrière
Van Swieten était Hollandais et passa la plus grande partie de son enfance aux Pays-Bas. Son père, Gerard van Swieten, était un médecin qui avait atteint une haute renommée pour avoir élevé les normes de la recherche scientifique et de l'instruction dans le domaine de la médecine. En 1745, van Swieten père devint le médecin personnel de l'impératrice Marie-Thérèse d'Autriche, et s'installa avec sa famille à Vienne. Le jeune van Swieten y fut éduqué en vue du service national dans une école d'élite jésuite.
Selon Heartz, le jeune van Swieten "excella dans ses études" et parlait de nombreuses langues.  Il eut, après un bref passage dans la société civile, deux carrières :
- d'abord comme diplomate pour l'Autriche : van Swieten est en poste à Bruxelles (1755–1757), Paris (1760–1763), Varsovie (1763–1764)
- et finalement comme ambassadeur à Berlin (1770-1777) puis, revenu à Vienne et pour le restant de sa vie, comme préfet de la Librairie impériale.

Van Swieten était un amateur éclairé de musique et il composa trois opéras et au moins une dizaine de symphonies. Ceux-ci ne sont pas considérés de haute qualité et sont rarement voire jamais interprétés aujourd'hui.

## Influence sur les compositeurs classiques

### Mozart
Van Swieten familiarisa Mozart avec les œuvres de Bach et de Haendel, partageant (vers 1782-1783) les manuscrits qu'il avait collectés durant son long séjour à Berlin. Ce processus se déroulait aux rassemblements musicaux réguliers du dimanche dans les salons de van Swieten à la Librairie impériale. L'expérience de rencontrer les grands compositeurs de la période baroque eut un profond effet sur Mozart et influença grandement ses compositions plus tardives. Mozart écrit ainsi à son père Léopold (10 avril 1782):
Je vais tous les dimanches à midi chez le Baron van Swieten, où rien d'autre n'est joué que Haendel et Bach. Je suis pour l'instant en train de collectionner les fugues de Bach — pas seulement de Sébastien, mais aussi d'Emanuel et Friedemann.
À la fin des années 1780, van Swieten organisa la Gesellschaft der Associerten (Société des associés), une organisation de nobles mélomanes. Avec l'apport financier de ce groupe, van Swieten fut capable de poursuivre plus loin l'intérêt dans la musique baroque qu'il avait partagé avec Mozart. La Gesellschaft commissionna Mozart de préparer 4 œuvres de Haendel pour une interprétation en accord avec le goût contemporain. De ces commissions, la plus célèbre aujourd'hui est l'édition de Mozart de l'oratorio Le Messie de Haendel, qui inclut de nouvelles parties pour flûtes, clarinettes, bassons, cors, et trombones, de même que plus de notes pour les timbales. L'édition de Mozart fut représentée sous les auspices de la Gesellschaft en 1789. 
Les concerts de la Gesellschaft étaient une importante source de revenus pour Mozart durant ces années-là alors qu'il avait des problèmes financiers. La loyauté de van Swieten envers Mozart est également indiquée dans une des lettres de Mozart de 1789. Il y rapporte qu'il avait sollicité des souscriptions pour une prochaine série de concerts (comme il l'avait fait avec grand succès au milieu des années 1780) et qu'il trouva — après deux semaines — que le Baron était toujours l'unique souscripteur.
Quand Mozart décéda en 1791, van Swieten tenta (en vain) d'organiser un enterrement approprié pour lui. Il aida aussi les deux jeunes enfants de Mozart durant la difficile période après sa mort quand Constance essayait d'assurer la stabilité financière de sa famille. Dans sa correspondance, elle mentionne à plusieurs reprises sa "générosité".

### Haydn
Van Swieten fut un proche collaborateur de Haydn sur les deux oratorios La Création (1798) et Les Saisons (1801). Il traduisit le texte source (de John Milton et de James Thomson, respectivement) de l'anglais vers l'allemand, et fournit aussi (souvent maladroitement) des retraductions en anglais pour ajuster le rythme de la musique de Haydn (les 2 œuvres furent publiées pour la première fois dans des éditions bilingues).
Comme mécène de Haydn, van Swieten fit aussi plusieurs suggestions spécifiques à Haydn sur la manière dont des passages divers dans le libretto pouvait être disposés musicalement. Haydn suivit quelques-unes de ces suggestions. L'une, par exemple, est l'épisode du changement dans La Création dans laquelle Dieu dit aux bêtes nouvellement créées de fructifier et de se multiplier. La paraphrase de la Genèse de van Swieten se lit :
Seid fruchtbar alle,

Mehret euch!

Bewohner der Luft, vermehret euch, und singt auf jedem Aste!

Mehret euch, ihr Flutenbewohner

Und füllet jede Tiefe!

Seid fruchtbar, wachset, und mehret euch!

Erfreuet euch in eurem Gott!
Fructifiez

Et multipliez-vous.

Habitants des airs, multipliez-vous et chantez sur chaque branche.

Multipliez-vous, les habitants des marais,

Et remplissez chaque fond.

Fructifiez, grandissez, multipliez-vous,

Et réjouissez-vous dans votre Dieu !
Les premières de La Création et des Saisons eurent lieu sous les auspices de la Gesellschaft der Associerten, qui fournit aussi les garanties financières nécessaires à Haydn pour entreprendre ces projets à long terme.

### Beethoven
Van Swieten fut un des aristocrates viennois dont le soutien financier rendit possible la progression du début de carrière de Beethoven. Il est possible que le mécénat de van Swieten pour Beethoven ne surgît pas juste en raison du talent du jeune homme, mais aussi parce que, durant son début de carrière, il interpréta souvent des préludes et des fugues du Clavier bien tempéré de Bach, une œuvre que Beethoven connaissait très bien, dans les salons de Vienne[réf. nécessaire].
La Première symphonie du compositeur est dédiée à van Swieten.

### Autres associations
Plus tôt dans sa carrière, alors à Berlin, van Swieten avait aussi soutenu la carrière de Carl Philipp Emanuel Bach et commissionné 6 symphonies de lui. Une des plus fameuses œuvres de C.P.E. Bach, le troisième ensemble des Sonaten für Kenner und Liebhaber, est dédiée à van Swieten.
Johann Nikolaus Forkel, le premier biographe de Bach, dédia son livre à van Swieten.